# D'Escousse
D'Escousse ([dɛsˈkuːs]) è un centro abitato del Canada situato sul lato nord-orientale dell'Isola Madame, in Nuova Scozia. 
È situato sulla Nova Scotia Route 320, la strada che collega i centri abitati di Louisdale (e quindi la Nova Scotia Highway 104, parte della Trans-Canada Highway) e Arichat. L'insediamento risale all'inizio del XVIII secolo. Le navi sarebbero entrate nel porto D'Escousse dal Grandique Ferry e dal Lennox Passage.
Vi venne edificata una chiesa nel 1845, distrutta a seguito di un incendio il 20 luglio 1954 e ricostruita nel 1955 e chiusa per i servizi religiosi nel 2014.
La vita comunitaria ruota intorno alla sala comune con il suo caratteristico tetto spiovente, costruita nel 1992 dopo che la precedente sala fu distrutta da un incendio nel 1990. Il centro comunitario è gestito dalla D'Escousse Civic Improvement Society. Poiché è la sala più grande della zona, è un fulcro per l'attività sociale dell'intera isola Madame e dell'area circostante. Il villaggio, come altri sull'isola Madame, è intrinsecamente legato alla storia acadiana nel Nord America.
Tra le personalità più note residenti sull'isola troviamo il velista e scrittore Silver Donald Cameron ed il giornalista e nazionalista acadiano Rémi Benoît.